# 1945 у літературі

## Нагороди
- Нобелівську премію з літератури отримала чилійська письменниця Ґабріела Містраль.

## Народились
- Авраменко Володимир Анатолійович
- Адам Загаєвський
- Александер Ф'ют
- Анна Енквіст
- Ансельм Грюн
- Антон Гикіш
- Ахманов Михайло
- Базалінський Андрій Всеволодович
- Барандій Марія Григорівна
- Барбара Делінські
- Бертіль Мартенсон
- Білл Ренсом
- Богдан Задура
- Бондар Таїса Миколаївна
- Ванцеті Василев
- Вільма Манкіллер
- Віргіл Танасе
- Гамаль аль-Гітані
- Голобородько Василь Іванович
- Головач Марія Іванівна
- Голям-Алі Хаддад Адель
- Грабовський Богдан Олексійович
- Гусар Юхим Семенович
- Гутковський Володимир Матвійович
- Девід Грейнджер
- Джеймс Ейвері
- Джеремі Ріфкін
- Джо Фрімен
- Джозеф Ділейні
- Джон Бенвілл
- Джон Дуглас
- Джон Перкінс
- Джордж Міллер (режисер)
- Дін Кунц
- Дмитрук Віктор Володимирович
- Дяченко Сергій Сергійович
- Еів Елоон
- Елізабет Мун
- Енн Мюррей
- Ерюе Хе
- Єва Ліпська
- Ємченко Олександр Петрович
- Житник Анатолій Архипович
- Жозе Віале Моутінью
- Йовенко Світлана Андріївна
- Іпатова Ольга Михайлівна
- Іріс Юганссон
- Карл Едвард Вагнер
- Киркевич Віктор Геннадійович
- Кларисса Пінкола Естес
- Коваленко Олесь Іванович
- Коваль Лариса Анатоліївна
- Конні Вілліс
- Крістоф Шенборн
- Лавріненко Іван Йосипович
- Лоран Гбагбо
- Лу Доббс
- Мазур Володимир Олександрович
- Майкл Бішоп
- Макс Гейстінґс
- Марина Костенецка
- Марко Вешович
- Минампаті Бхаскар
- Міа Ферроу
- Наташа Водін
- Небилиця Микола Онисимович
- Нуруддін Фарах
- Ондржей Нефф
- Патрік Модіано
- Пепе Ельящев
- Петровцій Іван Юрійович
- П'єр Мішон
- Пилипчук Дмитро Пилипович
- Плющ Василь Васильович
- Пономаренко Марія Антонівна
- Потупа Олександр Сергійович
- Рауль Ріверо
- Рафал Воячек
- Рекубрацький Анатолій Захарович
- Рибчинський Юрій Євгенович
- Річард Хогланд
- Родіонов Олександр Михайлович
- Рон Марчіні
- Рубальська Лариса Олексіївна
- Рябошапка Олександр Антонович
- Саулюс Шальтяніс
- Семен Альтов
- Сіріл Дебідін
- Скирда Людмила Михайлівна
- Слободан Праляк
- Стеблов Євген Юрійович
- Сухоруков Леонід Семенович
- Тадеуш Ридзик
- Танас Кверама
- Тименко Григорій
- Ткаченко Всеволод Іванович
- Ткаченко Олександр Петрович
- Тудор Ґеорґе
- Турков Геннадій Леонідович
- Уго Малагуті
- Франків Любомир Васильович
- Франс Саммут
- Цушко Сергій Вікторович
- Чепалов Олександр Іванович
- Шайхов Ходжиакбар Ісламович
- Шмеман Сергій Олександрович
- Штубов Валентин Миколайович
- Юрген Рот
- Юрі Талвет
- Ян Ленчо
- Ян Фекете
- Яр Василь Адамович

## Померли
- Абілєв Велі Муратович
- Авґуст Скадіньш
- Ада Негрі
- Адамов Григорій Борисович
- Адольф Бартельс
- Александр Ґранах
- Алессандро Паволіні
- Алла Назімова
- Альфред-Інгемар Берндт
- Анна Франк
- Антал Серб
- Байганін Нурпеїс
- Богдан Філов
- Брік Осип Максимович
- Вайсблат Володимир Наумович
- Вакаров Дмитро Онуфрійович
- Василь Тарнавський (теолог)
- Вацлав Серошевський
- Вересаєв Вікентій Вікентійович
- Вітаутас Бічунас
- Волошиновський Йоахим Августович
- Гануляк Григорій Григорович
- Генріх Вельфлін
- Герась Соколенко
- Гериберт Менцель
- Гіппіус Зінаїда Миколаївна
- Гуго Шефер
- Девід Ліндсей
- Джамбул Джабаєв
- Джордж Сміт Паттон
- Дітріх Бонхеффер
- Добрі Неміров
- Добролюбов Олександр Михайлович
- Ейхенбаум Всеволод Михайлович
- Емілі Карр
- Зузанна Ґінчанка
- Йозеф Чапек
- Йоуганн Маґнус Б'яднасон
- Іван Филипчак
- Іда Бауер (Дора)
- Каарло Саркіа
- Казіс Пуйда
- Канюк Сергій Іванович
- Карел Полачек
- Карліс Скалбе
- Кедрін Дмитро Борисович
- Кете Колльвіц
- Косар Микола Григорович
- Косач-Кривинюк Ольга Петрівна
- Кравченко Василь Григорович
- Крилов Олексій Миколайович
- Кушнір Мирослав Андрійович
- Лелевич Г.
- Лорд Альфред Дуґлас
- Любченко Аркадій Панасович
- Маріу де Андраде
- Марія (Скобцова)
- Марія Павликовська-Ясножевська
- Мені Мюріел Дові
- Миле Будак
- Михаїл Себастіан
- Мілена Павлович-Барілі
- П'єр Дріє ла Рошель
- Поль Валері
- Попович-Боярська Климентина Карлівна
- Проскурівна Марія Степанівна
- Рейнолд Ніколсон
- Ривка Ліпшиц
- Робер Деснос
- Роздольський Осип Іванович
- Рознійчук Іван Федорович
- Саломея Неріс
- Секула Дрлевич
- Славинський Максим Антонович
- Стефанія Бельгійська
- Субхаш Чандра Бос
- Тарноградський Валер'ян Петрович
- Теодор Драйзер
- Теодор Траянов
- Тихон Лященко
- Тітус Чижевський
- Толстой Олексій Миколайович
- Треньов Костянтин Андрійович
- Троянкер Раїса Львівна
- Фелікс Зальтен
- Фердинанд Оссендовський
- Філіпп Боулер
- Франц Верфель
- Чекмановський Антін
- Шебець Іларіон
- Шелебі
- Щербаков Олександр Сергійович
- Юн Дончжу
- Юрій Слоденьк
- Ян Скала
- Янко Єсенський

## Книги
- Еріх Марія Ремарк Тріумфальна арка